# Ivana Malobabić

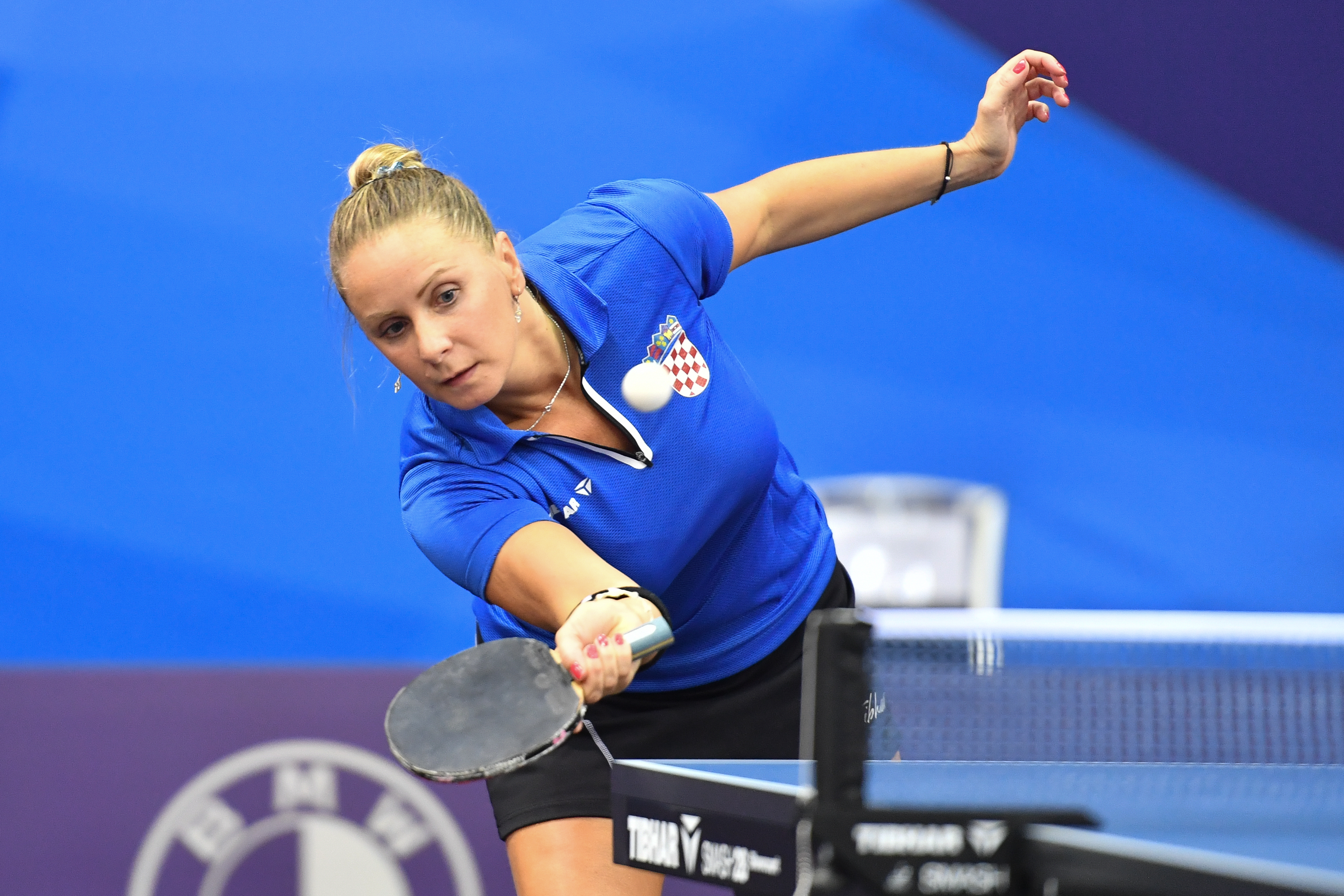
Ivana Malobabić 2022

Ivana Malobabić (* 4. Juli 1980) ist eine kroatische Tischtennisspielerin, die für die kroatische Nationalauswahl spielt.

## Werdegang
Malobabić ist Rechtshänderin und Abwehrspielerin.
Obwohl Malobabić bereits seit 2004 in der Weltrangliste geführt wird, erreichte sie erst im Alter von 43 Jahren erstmals einen Platz unter den Top 100 der ITTF-Weltrangliste. Ihre beste Platzierung war im April 2024 Platz 71.
Aufgrund ihrer Weltranglistenposition qualifizierte sich Malobabić als einzige kroatische Spielerin für die Teilnahme an den Tischtennis-Einzelwettbewerben der Olympischen Spielen 2024 in Paris, bei denen sie in der ersten Runde ausschied.